# The Princess; A Medley (Tennyson)
The Princess; A Medley – tom wierszy angielskiego poety Alfreda Tennysona, opublikowany w 1847. Tom zawiera poemat The Princess, napisany wierszem białym (blank verse),  w który wplecione zostały krótsze wiersze liryczne, funkcjonujące jako odrębne utwory, przedrukowywane w antologiach, jak Come down, O maid, Now sleeps the crimson petal, Sweet and low, The splendour falls on castle walls i Tears, idle tears.